# Diplazium franconis
Diplazium franconis är en majbräkenväxtart som beskrevs av Frederik Michael Liebmann.
Diplazium franconis ingår i släktet Diplazium och familjen Athyriaceae. Inga underarter finns listade i Catalogue of Life.